# Cocal dos Alves
Cocal dos Alves is een gemeente in de Braziliaanse deelstaat Piauí. De gemeente telt 5.525 inwoners (schatting 2009).